# 꽃 공포증
꽃 공포증(Anthophobia)은 꽃에 대해 비정상적이고 집요한 공포심을 갖는 공포증 중 하나이다. 다른 말로는 공화증(恐花症)이라고도 한다. 이 용어에 영어 기원은 그리스 어의 꽃의 어원인 anthos 와 공포심의 어원인 phobos부터 기원하였다.
환자들은 꽃으로부터 위협을 느낄 수 없다고 생각하지만 그들은 여전히 불안감과 공포감을 느낀다. 어떤 꽃의 특정한 부분이 공포감을 심어줄 수 있다. 예를 들어 꽃의 특정한 부분인 줄기 혹은  꽃잎을 예로 들 수 있다.

## 증상
- 비합리적인 꽃에 대한 공포감
- 불안/ 섬뜩한 기분
- 어지러움
- 심장 박동수의 증가
- 미진
- 호흡곤란
- 공황발작
- 구강건조증
- 명확한 말과 사고가 불가능

## 치료
- 심리치료
- 인지행동치료
- 행동치료